# Marcel Bosker
Marcel Bosker (* 19. Januar 1997 in Schöftland) ist ein niederländischer Eisschnellläufer.

## Werdegang
Bosker hatte seine ersten internationalen Erfolge bei den Juniorenweltmeisterschaften 2015 in Warschau. Dort gewann er die Bronzemedaille im Mehrkampf, die Silbermedaille im Massenstart und die Goldmedaille in der Teamverfolgung. Im folgenden Jahr holte er bei den Juniorenweltmeisterschaften in Changchun im Mehrkampf und über 1500 m jeweils die Bronzemedaille. Sein Debüt im Eisschnelllauf-Weltcup hatte er im Januar 2017 in Berlin. Dort errang er im B-Weltcup zweimal den ersten Platz über 1500 m. In der Saison 2017/18 erreichte er in Erfurt mit dem dritten Platz über 1500 m und in Minsk mit dem dritten Platz über 5000 m seine ersten Podestplatzierungen im Weltcup. Im Januar 2018 gewann er bei den Europameisterschaften in Kolomna die Bronzemedaille über 5000 m und die Goldmedaille in der Teamverfolgung. Zudem lief er dort auf den vierten Platz über 1500 m. In Heerenveen wurde er niederländischer Meister im Großen Vierkampf. Bei den Mehrkampfweltmeisterschaft im März 2018 in Amsterdam holte er die Bronzemedaille. Nach Platz drei über 5000 m und Rang zwei in der Teamverfolgung bei der ersten Weltcupstation in Obihiro zu Beginn der Saison 2018/19, holte er in der Teamverfolgung in Tomakomai und über 10.000 m in Tomaszów Mazowiecki seine ersten Weltcupsiege. Bei den Einzelstreckenweltmeisterschaften 2019 in Inzell gewann er die Goldmedaille in der Teamverfolgung. Zum Saisonende wurde er in Salt Lake City Zweiter über 5000 m und erreichte abschließend den zweiten Platz im Gesamtweltcup über 5000/10.000 m.

## Persönliche Bestzeiten
- 500 m      36,39 s (aufgestellt am 18. März 2017 in Calgary)
- 1000 m    1:09,10 min (aufgestellt am 16. März 2017 in Calgary)
- 1500 m    1:44,12 min (aufgestellt am 7. Februar 2020 in Calgary)
- 3000 m    3:36,33 min (aufgestellt am 25. November 2017 in Calgary)
- 5000 m    6:08,90 min (aufgestellt am 9. März 2019 in Salt Lake City)
- 10.000 m   12:59,25 min (aufgestellt am 1. November 2020 in Heerenveen)

## Weltcupsiege

### Weltcupsiege im Einzel
| Nr. | Datum            | Ort                 | Disziplin   |
| --- | ---------------- | ------------------- | ----------- |
| 1.  | 9. Dezember 2018 | Tomaszów Mazowiecki | 10.000 m    |
| 2.  | 1. Dezember 2023 | Stavanger           | Massenstart |

### Weltcupsiege im Team
| Nr. | Datum             | Ort                 | Disziplin        |
| --- | ----------------- | ------------------- | ---------------- |
| 1.  | 23. November 2018 | Tomakomai           | Teamverfolgung 1 |
| 2.  | 24. November 2019 | Tomaszów Mazowiecki | Teamverfolgung 1 |
| 3.  | 14. November 2021 | Tomaszów Mazowiecki | Teamverfolgung 2 |